# Adriana Vega
Adriana Vega   (Madrid, 25 de febrer de 1960) nom artístic d' Antonia López Arroyo és una actriu espanyola de cinema, teatre i televisió, coneguda sobretot per les seves intervencions entre finals de la dècada dels setanta i principis dels anys 1990 en una trentena de pel·lícules d'alt contingut eròtic classificades dins del denominat «cinema de destape».
Després del declivi del gènere a mitjan dècada dels vuitanta ha intervingut en obres de teatre i sèries de televisió.

## Trajectòria
Vega apareix per primera vegada davant el gran públic com a hostessa del concurs Destino Argentina, emès per TVE de febrer a maig de 1978, arran de la qual cosa «la revista del món de l'espectacle» Party publica sis «fotos íntimes» de la jove.
Al desembre torna a sortir en la pantalla petita, aquesta vegada en el paper de «policia» del programa Sumarísimo, dirigit per Valerio Lazarov, al costat de rostres tan populars aleshores com Manolo Codeso i Alfonso del Real o les també estrelles del destape Nené Morales, Silvia Aguilar i Taida Urruzola, amb les dues últimes de les quals ja havia participat aquell mateix any en el rodatge dels seus tres primeres pel·lícules: El violador y sus mujeres a la sombra de un recuerdo, Venus de fuego i Trampa sexual, dirigides respectivament per José Antonio Barrero, Germán Lorente i Manuel Esteba.
A partir d'aquell moment la seva carrera artística se centra en una extensa sèrie de títols com Historia de S i Las siete magníficas y audaces mujeres (1979), El liguero mágico i Viciosas al desnudo (1980), El sexo sentido, La masajista vocacional i Los liantes (1981), Una gallina muy ponedora (coproducción hispano-mexicana dirigida por Rafael Portillo en 1982), El Cid cabreador i Juana la Loca... de vez en cuando (1983), Cuatro mujeres y un lío (1985), ¡¡Esto sí se hace!! (1987), Jet Marbella Set (1991)…,en els quals (sovint de manera gratuïta) protagonitza continus nus parcials i/o totals, la qual cosa la converteix en un dels objectes de desitjo més representatius de la crida «Transició espanyola».
Arran de l'estrena de les seves primeres cintes la revista Interviú va publicar al maig de 1979 (núm. 156) una sèrie de fotografies de l'actriu totalment nua, al costat de les quals s'afirmava que «Adriana Vega, aquesta criatura, té disset anys comptats. Els hem comptat nosaltres i ens han sortit els disset», quan en realitat ja havia complert divuit.
També per aquests anys s'exhibeix sense cap roba en la revista Lib de maig de 1978 (núm. 83), en la qual afirma que «He triomfat sense passar per la pedra», així com en el Calendari Lib de les Estrelles de 1979 (mes de febrer) en el qual comparteix protagonisme amb altres onze artista del moment com Raquel Evans, Tania Ballester, Jenny Llada, Ángela Molina, etc.

### Dècada dels vuitanta-actualitat
Des de mitjan dècada dels vuitanta es produeix un descens gradual del seu nombre d'aparicions en la pantalla gran que es manifesta en una major dedicació al món del teatre en el qual havia debutat sis anys abans (1976) amb l'obra Siempre no es toda la vida de l'escriptor i dramaturg Santiago Montcada. Sobresurten en aquest sentit les comèdies de Juan José Alonso Millán Revistas del corazón, interpretada en els seus papers principals per Analía Gadé i José Luis de Vilallonga, en la qual segons el crític teatral del periòdic ABC Lorenzo López Sancho «Adriana Vega està una mica excessiva, dissolta una mica en la lleu tocata», i Juegos de sociedad amb Flavia Zarzo, filla del també actor Manolo Zarzo, considerades er Enrique Santos com «dues de les millors actrius joves d'Espanya».
En tot cas entre 1989 i 1993 va intervenir en el rodatge de cinc noves pel·lícules entre les quals cal destacar Trampa infernal, un film mexicà de terror estrenat el 1989, Jet Marbella Set de Mariano Ozores (1991) o La noche del ejecutor dirigida per Paul Naschy el 1992.
De 1996 a 2008 va aparèixer a les sèries de televisió Hostal Royal Manzanares (1996-1997) en la qual interpreta Magda, una dona madura i soltera pero que conserva encara un enorme atractiu pels homes, El comisario (2007) i Hospital Central (2008) en el paper d'Ángela.
Des de llavors roman allunyada per complet de l'activitat artística.

## Filmografia (1978-1993)
| Any  | Pel·lícula                                           | Personatge/és              | Director                     |
| ---- | ---------------------------------------------------- | -------------------------- | ---------------------------- |
| 1978 | El violador y sus mujeres a la sombra de un recuerdo | Merche                     | José Antonio Barrero         |
| 1978 | Venus de fuego                                       | Pilar                      | Germán Lorente               |
| 1978 | Trampa sexual                                        | Marta                      | Manuel Esteba                |
| 1979 | Historia de 'S'                                      | Clara                      | Francisco Lara Polop         |
| 1979 | El caminante                                         | María                      | Paul Naschy                  |
| 1979 | Las siete magníficas y audaces mujeres               | Chica leyendo el periódico | Darío Herreros               |
| 1980 | El liguero mágico                                    | Alicia Cazorla             | Mariano Ozores               |
| 1980 | Viciosas al desnudo                                  | Hippy 1                    | Manuel Esteba                |
| 1980 | Despido improcedente                                 | Filla de don Alberto       | Joaquín Luis Romero Marchent |
| 1981 | El sexo sentido                                      | Patricia Fría              | Rogelio A. González          |
| 1981 | La masajista vocacional                              | Eva                        | Francisco Lara Polop         |
| 1981 | El último harén                                      |                            | Sergio Garrone               |
| 1981 | Los liantes                                          | Dolores                    | Mariano Ozores               |
| 1981 | Cariñosamente infiel                                 | Ana                        | Javier Aguirre Fernández     |
| 1982 | Una gallina muy ponedora                             |                            | Rafael Portillo              |
| 1983 | Juana la Loca… de vez en cuando                      | Zoraida                    | José Ramón Larraz            |
| 1983 | El Cid cabreador                                     | Paquita                    | Angelino Fons                |
| 1984 | Al este del Oeste                                    | Margaret Rose              | Mariano Ozores               |
| 1984 | Hombres que rugen                                    | Deborh Dalbes              | Ignasi F. Iquino             |
| 1985 | Atrapados en el miedo                                | Laura                      | Carlos Aured                 |
| 1985 | El recomendado                                       | Luisa                      | Mariano Ozores               |
| 1985 | Cuatro mujeres y un lío                              | Manuela / esposa de Ramón  | Mariano Ozores               |
| 1987 | Esto sí se hace                                      | Adela                      | Mariano Ozores               |
| 1989 | Trampa infernal                                      | Viviana                    | Pedro Galindo III            |
| 1991 | Jet Marbella Set                                     | Paloma                     | Mariano Ozores               |
| 1992 | La noche del ejecutor                                |                            | Paul Naschy                  |
| 1992 | Gata por liebre                                      | Doncella                   | René Cardona III             |
| 1993 | El tío del saco y el inspector Lobatón               |                            | Juan José Porto              |